# Un lever de rideau
Pour plus de détails, voir Fiche technique et Distribution.
Un lever de rideau est un film français de court métrage réalisé par François Ozon, sorti en 2006.

## Synopsis
Bruno mettra un terme à sa relation avec Rosette si elle arrive le voir une nouvelle fois avec plus de trois quarts d'heure de retard.

## Fiche technique
- Titre : Un lever de rideau
- Réalisation : François Ozon
- Scénario : François Ozon d'après la pièce de théâtre Un incompris de Henry de Montherlant
- Photographie : Yorick Le Saux
- Montage : Muriel Breton
- Production : Cécile Vacheret
- Société de production : FOZ et Canal+
- Société de distribution :
- Pays de production :  France
- Genre : drame et romance
- Durée : 30 minutes
- Dates de sortie : 
  - France : 25 mai 2006 (Festival de Cannes)

## Distribution
- Louis Garrel : Bruno
- Vahina Giocante : Rosette
- Mathieu Amalric : Pierre